# Tom Cora
Thomas Henry Corra (Yancey Mills, Virginia, 14 de septiembre de 1953–9 de abril de 1998), más conocido como Tom Cora, fue un chelista y compositor estadounidense de jazz contemporáneo, considerado como pionero de los "nuevos improvisadores". Grabó con John Zorn, Butch Morris y The Ex, y fue miembro estable de las bandas Curlew, Third Person y Skeleton Crew.

## Historial
Tom Cora debutó como baterista en un programa de televisión de mediados los años 1970. Después tocó la guitarra en un club de jazz de Washington D. C. Se decidió por el chelo durante sus estudios en la University of Virginia recibiendo clases de un alumno de Pablo Casals, Luis García-Renart, y más tarde del vibrafonista Karl Berger. 
En 1979 Cora se trasladó a Nueva York, donde trabajó con el guitarrista de Shockabilly, Eugene Chadbourne, introduciendo el chelo to theen el circuito de honky tonks de Estados Unidos. Tocó con John Zorn, Fred Frith, Andrea Centazzo, Butch Morris, Wayne Horvitz, David Moss, Toshinori Kondo y otros, en el circuito de clubs de jazz contemporáneo. Cora colaboró también con George Cartwright y Bill Laswell con quienes lideró una banda de art rock llamada Curlew, en 1979. Cora permaneció en Curlew casi diez años, editando con ellos cinco álbumes.
En 1982, Tom Cora y Fred Frith formaron Skeleton Crew, una banda de rock y jazz, que se hizo conocida porque sus componentes tocaban varios instrumentos simultáneamente. La banda existió durante cinco años, y realizó incluso giras por Europa, Noreteamérica y Japón. Editaron dos álbumes de estudio, Learn to Talk (1984) y The Country of Blinds (1986), este último con  Zeena Parkins, que se había unido a la banda en 1984. En octubre de 1983, Skeleton Crew se alió con Duck and Cover, impulsados por el Berlin Jazz Festival, para una actuación en Berlín oeste, seguida por otra, en febrero de 1984, en Berlín del Este.
Cora fue también miembro del grupo de jazz improvisado Third Person, formado en 1990 con el percusionista Sam Bennett y una "tercera persona" que cambiaba en cada concierto. Publicaron dos CDs de diversas actuaciones, The Bends (1991) (con las "terceras personas" Don Byron, George Cartwright, Chris Cochrane, Nic Collins, Catherine Jauniaux, Myra Melford, Zeena Parkins, o Marc Ribot) y Luck Water (1995) (con Kazutoki Umezu).
Cora tocó con muchas otras bandas, entre ellas Nimal, con Momo Rossel, y el cuarteto de post-rock Roof. En 1990, tocó en varios conciertos con la banda anarco-punk holandesa, The Ex, con los que además grabó dos CD. en 1995, Cora y Frith colaboraron en Etymology, un CD-ROM compuesto con sonidos sónicos y experimentaciones. 
Tom Cora murió de melanoma a la edad de 44 años, en un hospital del sur de Francia, donde vivía con su esposa, la cantante Catherine Jauniaux, y su hija, Elia Corra. Un mes después de su muerte, la Knitting Factory organizó un concierto en apoyo a su familia, con la participación de Fred Frith, George Cartwright, Zeena Parkins y otros. Se publicó un CD de este concierto, It's a Brand New Day - Live at the Knitting Factory, producido por John Zorn, que se publicó por Knitting Factory Records en 2000, aunque hubo problemas con los ingresos derivados del mismo entre la compañía y la viuda de Cora.
John Zorn produjo  también Hallelujah, Anyway - Remembering Tom Cora, dos CD con una recopilación de la obra de Cora, incluyendo temas antes no editados. Cora aparece en un documental de Nicolás Humbert y Werner Penzel, Step Across the Border, grabado en 1989.

## Discografía

### Con diversas bandas y proyectos
- Andrea Centazzo: Environment for Sextet (1979, LP, Ictus Records)
- Eugene Chadbourne: 2000 Statues and the English Channel (1979, LP, Parachute Records)
- Curlew: Curlew (1981, LP, Landslide Records)
- John Zorn: Archery (1982, 2xLP, Parachute Records)
- Tom Cora and David Moss: Cargo Cult Revival (1983, LP, Rift Records)
- Ferdinand Richard: En Avant (1983, LP, RecRec Music)
- Skeleton Crew: Learn to Talk (1984, LP, Rift Records)
- Duck and Cover: Re Records Quarterly Vol.1 No.2 (1985, LP, Recommended Records)
- Curlew: North America (1985, LP, Moers Music)
- Skeleton Crew: The Country of Blinds (1986, LP, Rift Records)
- Curlew: Live in Berlin (1988, LP, Cuneiform Records)
- Tom Cora y Hans Reichel: Angel Carver: Live in Milwaukee and Chicago (1989, CD, Free Music Production)
- René Lussier: Le trésor de la langue (1989, LP, Ambiances Magnétique)
- Nimal: Voix de Surface (1990, LP, RecRec Music)
- Third Person: The Bends (1991, CD, Knitting Factory Records)
- Curlew: Bee (1991, CD, Cuneiform Records)
- The Ex and Tom Cora: Scrabbling at the Lock (1991, CD, RecRec Music)
- The Hat Shoes: Differently Desperate (1991, LP, RecRec Music)
- Curlew: A Beautiful Western Saddle (1993, CD, Cuneiform Records)
- Tetsuhiro Daiku: Yunta & Jiraba (1993, CD, Disc Akabana)
- The Ex y Tom Cora: And the Weathermen Shrug Their Shoulders (1993, CD, RecRec Music)
- Richard Teitelbaum: Cyberband (1994, CD, Moers Music)
- Kazutoki Umezu: First Deserter (1995, CD, Off Note)
- Third Person: Lucky Water (1995, CD, Knitting Factory Records)
- Fred Frith: Allies (Music for Dance volume 2) (1996, CD, RecRec Music)
- Butch Morris: Testament: A Conduction Collection (1996, 10xCD, New World Records)
- Roof: The Untraceable Cigar (1996, CD, Red Note Records)
- Tom Cora y Fred Frith: Etymology (1997, CD-ROM, Rarefaction Records)
- Roof: Trace (1999, CD, Red Note Records)
- Tom Cora y varios artistas: Hallelujah, Anyway - Remembering Tom Cora (1999, 2xCD, Tzadik Records)
- Skeleton Crew: Learn to Talk / The Country of Blinds (2005, 2xCD, Fred Records)

### En solitario
- Live at the Western Front (1987, LP, No Man's Land)
- Gumption in Limbo (1991, CD, Sound Aspects)